# Sande (Frise)
Pour les articles homonymes, voir Sande.
Sande est une commune de l'arrondissement de Frise, en Basse-Saxe, Allemagne.

## Géographie
La commune se situe au nord-ouest de la Frise orientale, à dix kilomètres au sud de Wilhelmshaven en bordure de la baie de Jade.

### Quartiers
| 1. Sande 2. Neustadtgödens 3. Cäciliengroden 4. Mariensiel 5. Dykhausen |

## Jumelage
- Ueckermünde (Allemagne) depuis 2007

## Personnalités liées à la commune
- Albert Brahms (1692 - 1758) pionnier en ingénierie côtière.
- Gorch Pieken (1961-), historien né à Sanderbusch.